# Análise de malhas

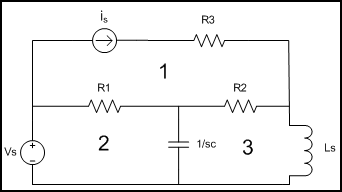
Figura 1: Circuito plano com malhas essenciais 1, 2, e 3. R1, R2, R3, 1/sc, e Ls representam a impedância das resistências, o condensador e o indutor. Vs e Is representam a tensão e a corrente da fonte de tensão e da fonte de corrente, respectivamente.

A análise de malhas (algumas vezes chamada como método de correntes de malha), é uma técnica usada para determinar a tensão ou a corrente de qualquer elemento de um circuito plano. Um circuito plano é aquele que se pode desenhar num plano de forma que nenhum ramo fique por embaixo ou por cima de nenhuma outra. Esta técnica está baseada na lei de tensões de Kirchhoff. A vantagem de usar esta técnica é que cria um sistema de equações para resolver o circuito, minimizando em alguns casos o processo para achar uma tensão ou uma corrente de um circuito.
Para usar esta técnica procede-se da seguinte maneira: atribui-se à cada uma das malhas do circuito uma corrente imaginária que circula no sentido que nós elejamos; prefere-se atribuir-lhe a todas as correntes de malha o mesmo sentido. Da cada malha do circuito, propõe-se uma equação que estará em função da corrente que circula por cada elemento. Num circuito de várias malhas resolveríamos um sistema linear de equações para obter as diferentes correntes de malha.

## Correntes de malha e malhas essenciais

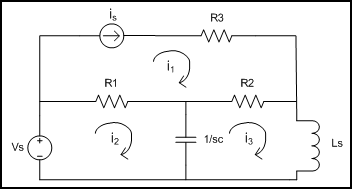
Figura 2: Circuito com correntes de malha marcadas como i1, i2, e i3. As setas mostram a direcção da corrente de malha.

A técnica de análise de malhas funciona atribuindo arbitrariamente a corrente de uma malha numa malha essencial. Uma malha essencial é um laço que não contém a outro laço. Quando olhamos um esquema de circuito, as malhas se vêem como uma janela. Na figura 1 as malhas essenciais são um, duas e três. Uma vez achadas as malhas essenciais, as correntes de malha devem ser especificadas.
Uma corrente de malha é uma corrente que passa ao redor da malha essencial. A corrente de malha poderia não ter um significado físico mas é muito usado para criar o sistema de equações da análise de malhas. Quando se atribuem correntes de malha é importante ter todas as correntes de malha girando no mesmo sentido. Isto ajudará a prevenir erros ao escrever as equações. A convenção é tê-las todas girando no sentido dos ponteiros do relógio. Na figura 2 mostra-se o mesmo circuito de dantes mas com as correntes de malha marcadas.
A razão para usar correntes de malha em vez de usar LCK e LVK para resolver um problema é que as correntes de malha podem simplificar qualquer corrente proposta com LCK e LVK. A análise de malhas assegura o menor número de equações, simplificando assim o problema.

## Propondo as equações

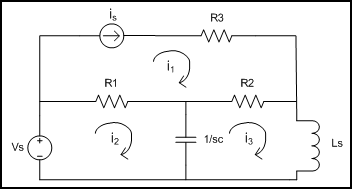
Figura 3: Circuito simples usando análise de malhas

Após nomear as correntes de malha, propõe-se uma equação para a cada malha, na qual se soma todas as tensões de todos os componentes de uma malha. Para os elementos que não são fontes de energia, a tensão será a impedância do componente pela corrente que circula por ele. Quando um componente se encontra num ramo que pertence a duas malhas, sua corrente será resultado do resto das correntes de malha às que pertença. É importante ter isto em conta à hora de expressar a tensão no ramo em função da intensidade que circula por ela. Por exemplo, a tensão da resistência R2 na figura 2 é: , sendo  a corrente de malha da que estamos a escrever sua equação e  a malha vizinha; considerando positiva a corrente da malha que estamos a descrever e negativa a corrente de malha vizinha.{\displaystyle V_{R}=R(i_{3}-i_{1})}{\displaystyle i_{3}}{\displaystyle i_{1}} É importante ter em conta os sinais de corrente.
Se há uma fonte de tensão na corrente de malha, a tensão na fonte é somada ou subtraída dependendo se é uma queda ou subida de tensão na direcção da corrente de malha. Para uma fonte de corrente que não esteja contida em duas malhas, a corrente de malha tomará o valor positivo ou negativo da fonte de corrente dependendo se a corrente de malha está na mesma direcção ou em direcção oposta à fonte de corrente. A seguir propõem-se as equações do circuito da figura 3, assim:
{\displaystyle {\begin{cases}{\text{Malha 1: }}i_{1}=i_{s}\\{\text{Malha 2: }}-V_{s}+R_{1}(i_{2}-i_{1})+{\frac {1}{sc}}(i_{2}-i_{3})=0\\{\text{Malha 3: }}{\frac {1}{sc}}(i_{3}-i_{2})+R_{2}(i_{3}-i_{1})+Lsi_{3}=0\\\end{cases}}\,}
Uma vez achadas as equações, o sistema pode resolver-se usando alguma técnica que resolva sistema de equações lineares.
Observação: Em circuitos resistivos (onde só se tenham resistências), se ao resolver o sistema uma corrente de malha é negativa significa que essa corrente circula em sentido contrário ao que nós temos suposto. Em circuitos de corrente alternada com condensadores, bobinas, será importante o critério de sinais já que à hora de restar intensidades, como trabalharemos com números complexos, através da fórmula de Euler, teremos mudanças de módulo e de fase na intensidade resultante, não nos basta com fixar a de maior módulo como positiva; temos que ir ao padrão de corrente positiva em sentido horário (ou anti-horário, a nossa eleição).

## Casos especiais

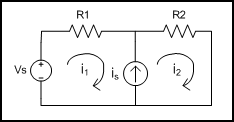
Figura 4: Circuito com uma supermalha. Supermalha ocorre porque a fonte de corrente está no meio das malhas essenciais.

Há dois casos especiais na técnica de análise de malhas: supermalhas e fontes dependentes.

### Supermalha
Existe uma supermalha quando uma fonte de corrente está entre duas malhas essenciais. Para tratar a supermalha, trata-se o circuito como se a fonte de corrente não estivesse ali. Isto produz uma equação que incorpora as duas correntes de malha. Uma vez que se proponha esta equação, se precisa uma equação que relacione as duas correntes de malha com a fonte de corrente, isto será uma equação onde a fonte de corrente seja igual a uma das correntes de malha menos a outra. A seguir há um exemplo de supermalha.
{\displaystyle {\begin{cases}{\text{Malha 1, 2: }}-V_{s}+R_{1}i_{1}+R_{2}i_{2}=0\\{\text{Fonte de corrente: }}i_{s}=i_{2}-i_{1}\end{cases}}\,}

### Fontes dependentes

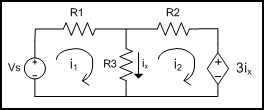
Figura 5: Circuito com fonte dependente. ix é a corrente que a fonte dependente de tensão depende.